# Brennende blomster
Brennende blomster è un film del 1987 diretto da Eva Dahr ed Eva Isaksen.

## Trama
L'adolescente Hermann intraprende una relazione con Rosa, donna di mezza età.

## Premi
| Anno | Cerimonia             | Premio            | Categoria    | Ricevente                          | Risultato       |
| ---- | --------------------- | ----------------- | ------------ | ---------------------------------- | --------------- |
| 1985 | Giffoni Film Festival | Grifone di bronzo | Miglior film | Eva Dahr, Eva Isaksen e Norsk Film | Vincitore/trice |